# Ангелос Валтадорос
Ангелос Димитриу Валтадорос (на гръцки: Άγγελος Δημητρίου Βαλταδώρος) е гръцки политик и депутат от Иматия.

## Биография
Роден е в 1916 година в Негуш (Науса), Гърция. Занимава се с политика и е член на Нова демокрация. От 1977 до 1981 година е главен секретар на Министерството на Северна Гърция. В Негуш подпомага създаването на старчески домове, технически училика, детски градини и спортни центрове. На 13 ноември става президент на „Пристанище Солун“.
Избран е за депутат от Нова демокрация на изборите през 1981 година и е преизбран на тези в 1985 година.
Занимава се и с литература. Умира в 2002 година.